# Genlisea hispidula
Genlisea hispidula este o specie de plante carnivore din genul Genlisea, familia Lentibulariaceae, ordinul Lamiales, descrisă de Otto Stapf. Conform Catalogue of Life specia Genlisea hispidula nu are subspecii cunoscute.